# Salem, le chat de Sabrina
Salem, le chat de Sabrina (Salem's Tails) est une série de romans fantastiques américaine écrits par un collectif d'auteurs et publiés aux éditions Pocket. 
Ces romans mettent en scène les péripéties de Salem, le chat de Sabrina, l'héroïne de la série télévisée Sabrina, l'apprentie sorcière.

## Les titres parus
1. Patricia Barnes-Svarney, Salem à la télé (Cat TV, 1998)
2. Mark Dubowski, Salem à l'école (Teacher's Pet, 1998)
3. Barbara et Brad Strickland, Piégé dans l'histoire (You're History, 1998)
4. Mark Dubowski, Attention au sort ! (The King of Cat, 1999)
5. Diana G. Gallagher, Un après-midi de chien (Dog Day Afternoon, 1999)
6. Cathy East Dubowski, Allô, Salem ? (Psychic Kitty, 1999)
7. Sarah Verney, Salem est jaloux (Cat By the Tail, 1999)
8. Nancy Holder, Libérez Salem ! (Feline Felon, 1999)
9. Nancy Krulik, Je hais les goûters (Happily Ever After, 2000)
10. John Vornholt, Mauvaise pêche ! (Gone Fishin', 2000)
11. Diana G. Gallagher, J'ai peur du docteur ! (Worth a Shot, 2000)
12. Nancy Krulik, Sale punition ! (Rulin' the School, 2000)
13. Bobbi J. G. et David Cody Weiss, Le Gang des souris (Kitty Cornered, 2000)
14. John Vornholt, Hourra pour Salem (Mascot Mayhem, 2000)
15. Cathy East Dubowski, Titre français inconnu (Salem Goes to Rome, 1998)